# كولوبنط كيرغوليني
كولوبنط كيرغوليني (الاسم العلمي:Colobanthus kerguelensis) هو نوع من النباتات يتبع جنس الكولوبنط من الفصيلة القرنفلية.